# Trattato di Losanna (1923)
Il trattato di Losanna, o Convenzione di Losanna, è un trattato di pace firmato a Losanna, in Svizzera, il 24 luglio 1923 tra la Turchia e le Potenze dell'Intesa che combatterono nel corso della prima guerra mondiale e nella successiva guerra d'indipendenza turca. Il trattato pose fine al sanguinoso conflitto greco-turco e ridisegnò i confini stabiliti dal trattato di Sèvres, imponendo nuove frontiere tra Grecia, Bulgaria e Turchia, oltre a determinare la fine di ogni pretesa turca su Cipro, Regno dell'Iraq e Siria.
Dopo il respingimento delle forze armate e l'espulsione delle popolazioni greche da parte delle armate turche guidate da Mustafa Kemal (in seguito Kemal Atatürk), il nuovo governo turco decise di rigettare il recente trattato di Sèvres. Il 20 ottobre 1922 venne quindi riaperto il tavolo delle trattative che, dopo notevoli dibattiti, venne nuovamente interrotto dai rappresentanti turchi guidati da İsmet İnönü il successivo 4 febbraio 1923. Il confronto venne riaperto il 23 aprile, e nonostante le ulteriori proteste del governo di Atatürk, il trattato venne infine ratificato il 24 luglio successivo.
In Italia, il trattato di pace e le convenzioni ed i protocolli annessi vennero approvati con il regio decreto-legge n.343 del 31 gennaio 1924 (G. U. n.69 del 21 marzo 1924), poi convertito in legge n.1588 del 26 luglio 1926 (G.U. n.259 del 10 novembre 1926).

## Contenuti
Il trattato stabiliva il riconoscimento della Repubblica di Turchia, che comunque doveva garantire la protezione della minoranza greca, così come il governo greco si impegnava a rispettare le minoranze musulmane. Venne altresì stabilito di completare lo scambio di tali minoranze e legittimare il loro trasferimento forzato, definito “scambio di popolazioni”. Secondo il trattato le minoranze sarebbero state fatte rientrare nei rispettivi paesi, con l'eccezione delle comunità greche di Istanbul, Imbro e Tenedo (all'incirca 400 000 persone) e di quelle musulmane della Tracia occidentale (125 000 persone).
 Con il trattato di Losanna per la prima volta la comunità internazionale accettò e legittimò un tale scambio, ingigantendo così, per le nazioni coinvolte, le conseguenze delle deportazioni del periodo precedente.
La Repubblica di Turchia accettava inoltre la perdita di varie entità territoriali:
- Isola di Cipro, che veniva assegnata all'Impero britannico
- la Tripolitania, la Cirenaica e il Dodecaneso, che venivano riconosciuti ufficialmente come possedimenti dell'Italia

Nel trattato venivano infine fissati confini con la Siria e l'Iraq, già amministrati rispettivamente da Francia e Impero britannico sotto forma di Mandato della Società delle Nazioni, la rinuncia della Turchia a ogni pretesa su Egitto e Sudan, e si stabilì che la sorte della provincia di Mosul sarebbe stata decisa dalla Società delle Nazioni.
Le comunità europee viventi da secoli nel territorio del dissolto Impero ottomano persero tutti i privilegi che avevano acquisito. L'art. 28 del trattato, infatti, sanciva la completa abolizione del regime delle Capitolazioni, anche se alcune garanzie per gli stranieri erano state concordate in una "Convenzione sullo stabilimento e la competenza giudiziaria", conclusa in pari data, e in una "Dichiarazione relativa all'amministrazione giudiziaria" sottoscritta dalla delegazione turca. Cessava così definitivamente lo status di privilegio ricoperto, sino ad allora, dalle comunità occidentali in Oriente.
Il trattato influenzò la vita della comunità armena della Turchia così come quella di tutte le comunità minoritarie "non musulmane" residenti in Turchia. La parte del trattato riguardante i diritti delle minoranze era contenuta nella parte prima, sezione terza (articoli 37-45). È da notare che esistevano comunque anche minoranze di religione islamica in Turchia, non previste da questo trattato e la cui regolamentazione rimase un vuoto legislativo. Negli anni successivi, alcune comunità denunciarono più volte violazioni del trattato.